# Wilkins Strait
Wilkins Strait är ett sund i territorierna Northwest Territories och Nunavut i norra Kanada. Det förbinder Prince Gustaf Adolf Sea och Beauforthavet och ligger mellan öarna Borden Island i norr och Mackenzie King Island och Brock Island i söder. Sundet är namngivet efter Hubert Wilkins.